# Гијом Бигурдан
Гијом Бигурдан (енгл. Camille Guillaume Bigourdan; Тарн и Гарона, 6. април 1851. — Париз, 28. фебруар 1932) је био француски астроном.

## Биографија
Бигурдан је рођен у Систелу, Тарн и Гарона. Године 1877. Феликс Тисеран га је поставио као асистента у опсерваторији у Тулузу, а затим 1879. Тисеран га је запослио у Паризу, где је касније постао директор опсерваторије.
Провео је много година проверавајући позиције 6380 маглина. Он се надао да ће направити основу за будуће студије правилног кретања маглине, што се испоставило као мањ-више узалудно, јер удаљене маглине не показују сопствена кретања. Међутим, он је открио око 500 нових објеката, међу којима је најпознатији астероид 390 Алма.